# Heusden Koers 1979
De 31e editie van de Belgische wielerwedstrijd Heusden Koers werd verreden op 17 augustus 1979. De start en finish vonden plaats in Heusden. De winnaar was Johnny De Nul, gevolgd door Jozef Devits en Dave Cuming.

## Uitslag
| Heusden Koers 1979 |               |                 |       |
| Plaats             | Naam          | Ploeg           | Tijd  |
| Winnaar            | Johnny De Nul | Lano-Boule d'Or | 3u35' |
| 2                  | Jozef Devits  | KAS-Campagnolo  | z.t.  |
| 3                  | Dave Cuming   | Fangio-Iso-Bel  | z.t.  |

1929 · 1930-1935 · 1936 · 1937 · 1938 · 1939 · 1952 · 1953 · 1954 · 1955 · 1956 · 1957 · 1958 · 1959 · 1960 · 1961 · 1962 · 1963 · 1964 · 1965 · 1966 · 1967 · 1968 · 1969 · 1970 · 1971 · 1972 · 1973 · 1974 · 1975 · 1976 · 1977 · 1978 · 1979 · 1980 · 1981 · 1982 · 1983 · 1984 · 1985 · 1986 · 1987 · 1988 · 1989 · 1990 · 1991 · 1992 · 1993 · 1994 · 1995 · 1996 · 1997 · 1998 · 1999 · 2000 · 2001 · 2002 · 2003 · 2004 · 2005 · 2006 · 2007 · 2008 · 2009 · 2010 · 2011 · 2012 · 2013 · 2014 · 2015 · 2016 · 2017 · 2018 · 2019 · 2020 · 2021 · 2022 · 2023